# فرودگاه شهرستان اورنج (نیویورک)
فرودگاه شهرستان اورنج (نیویورک) (به انگلیسی: Orange County Airport (New York)) یک فرودگاه همگانی بهره‌برداری هوایی با کد یاتا MGJ است که یک باند فرود آسفالت دارد و طول باند آن ۱۵۲۶ متر است. این فرودگاه در شهر مونتگامری، نیویورک کشور ایالات متحده آمریکا قرار دارد و در ارتفاع ۱۱۱ متری از سطح دریا واقع شده است.